# Hydrobates castro
L'uccello delle tempeste di Castro (Hydrobates castro (Harcourt, 1851)) è un uccello della famiglia Hydrobatidae.

## Descrizione
Lunghezza 19 cm è simile all'uccello delle tempeste codaforcuta. Si distingue per la coda meno forcuta e una banda bianca che attraversa il groppone, caratteristiche che sono poco evidenti. Le copritrici della coda hanno la punta nera.

## Distribuzione e habitat
È una specie pelagica che nidifica sulle isole rocciose dell'Oceano Atlantico e nell'Oceano Pacifico.

## Biologia

### Voce
Emette un arrr durante il corteggiamento.

### Riproduzione

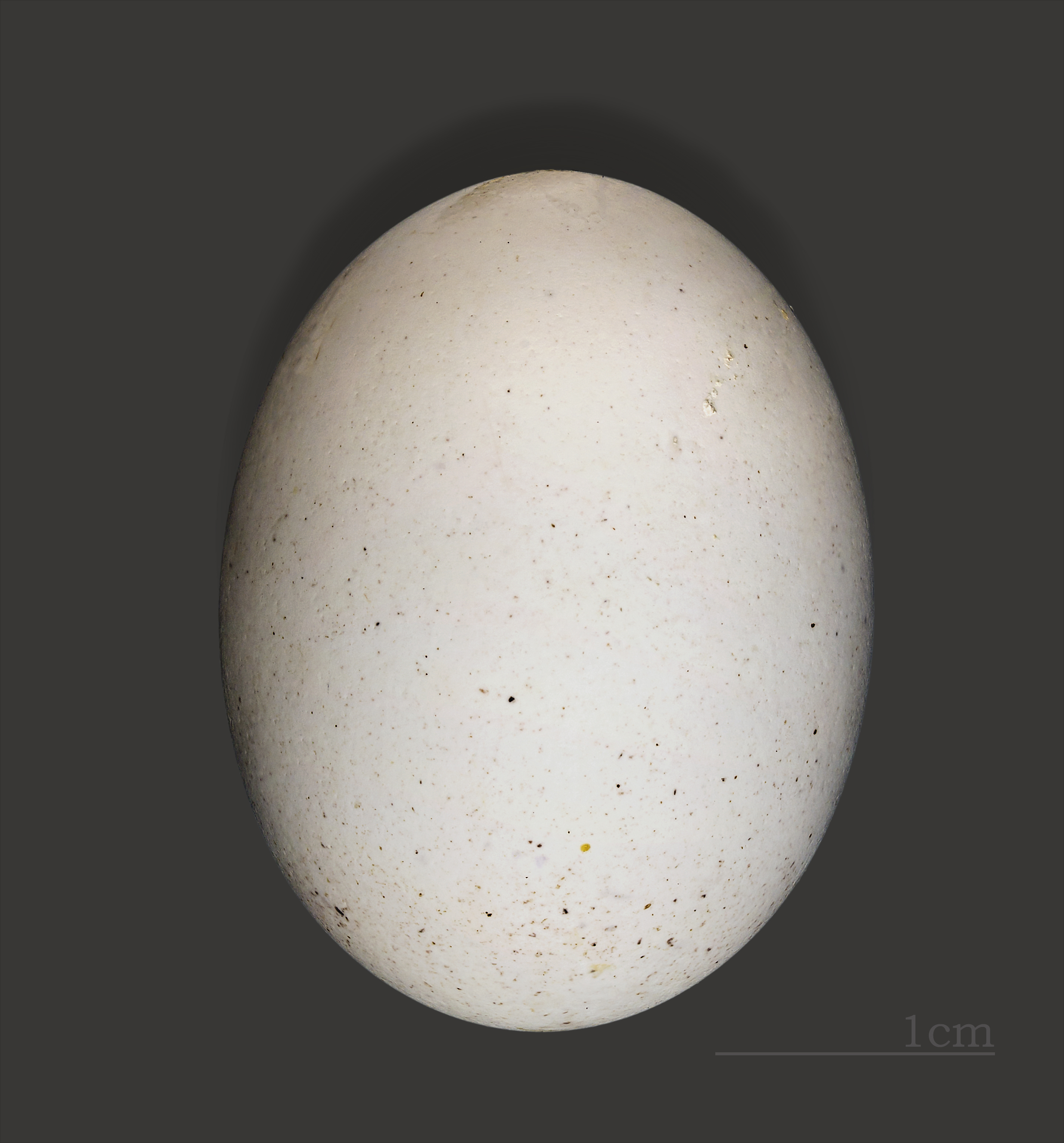
L'uovo.

La stagione riproduttiva va dall'inverno alla primavera alle isole del Capo Verde e durante tutto l'anno a Madera eccetto l'estate. Durante il corteggiamento il maschio e la femmina si inseguono in voli circolari. Nidifica nei cunicoli e nelle fessure delle rocce. Depone un uovo color bianco e di forma ovale.

### Alimentazione
Come gli altri uccelli delle tempeste.